# Uwe Seeler
Uwe Seeler, né le 5 novembre 1936 à Hambourg en Allemagne et mort le 21 juillet 2022 à Norderstedt, est un footballeur international allemand, qui évolue au poste d'attaquant pour le Hambourg SV et l'équipe d'Allemagne des années 1950 à 1970.
Seeler effectue toute sa carrière au Hambourg SV pour qui il inscrit plus de 400 buts, malgré les sollicitations de l’Inter Milan ou du Real Madrid, qui lui promettaient des sommes folles. Il finira par rester dans sa ville chérie, auprès des siens. S’il était parti, il aurait pu vivre sans avoir à travailler le restant de ses jours ; seulement, son emploi comme représentant d’Adidas (à une époque où le professionnalisme tardait à se pointer) lui importait énormément. Un travail qui ne l’a jamais empêché de marquer tous les week-ends, et même en sélection. 
Uwe Seeler marque à 43 reprises en 72 capes avec la Nationalmannschaft. Il dispute avec la sélection les rencontres les plus légendaires : la finale perdue du Mondial 1966, le quart de finale de la Coupe du monde 1970 et le « match du siècle » face à l’Italie. Longtemps seul joueur à avoir marqué au moins deux buts au cours de quatre Coupes du monde, Uwe Seeler ne connaît jamais la victoire mondiale, celle-ci arrivant avant (54) et après (74) son passage. Avec le Brésilien Pelé, son compatriote allemand Miroslav Klose, le Portugais Cristiano Ronaldo et Lionel Messi, il fait partie des cinq seuls joueurs à avoir marqué dans quatre Coupes du monde différentes.
Son œuvre le propulse quand même Ehrenspielführer (capitaine d’honneur) de la Nationalmannschaft, au même titre que trois autres joueurs.

## Biographie

### Jeunesse
Né le 5 novembre 1936 sur les bords de l'Elbe, à Hambourg, Uwe Seeler est le troisième enfant d'Anny et Erwin Seeler. Son père est dit comme l’un des meilleurs footballeurs allemands de l’entre-deux-guerres et joue notamment au Hambourg SV. Son père travaille dans le port de Hambourg, et Uwe suit une formation de commercial dans la logistique, comme vendeur spécialiste en expédition. 
Durant la Seconde Guerre mondiale, des soldats nazis viennent au domicile des Seeler pour enrôler Uwe dans le Deutsches Jungvolk mais son père s’y oppose violemment. 
Comme son frère aîné de cinq ans Dieter Seeler (de), Uwe est inscrit dans les équipes de jeunes du Hambourg SV. En qualité de joueur du HSV, le père d’Uwe Seeler peut ramener de la nourriture du club et ainsi permettre de nourrir le foyer, beaucoup plus que dans les foyers allemands après la guerre.

### Années 1950: domination régionale
En 1953, à seize ans, Uwe Seeler est appelé pour la première fois dans l'équipe première du Hambourg SV pour disputer un match amical. Il se forme alors pour devenir responsable logistique tout en travaillant au port de Hambourg. La même année, il obtient sa première sélection avec les jeunes de la Nationalmannschaft pour un tournoi en Belgique.
Il est régulièrement convoqué à partir de 1954 en championnat avec une autorisation exceptionnelle de la fédération allemande. Il joue son premier match officiel le 1er août 1954, dans une rencontre de Coupe de la Ligue du Nord de l'Allemagne, et marque quarte buts contre Holstein Kiel (score final 8-2). Lors d'un tournoi international de jeunes espoirs de l’UEFA, Uwe inscrit treize buts parmi les vingt de l’Allemagne.
Seeler fait ses débuts en équipe d'Allemagne de l'Ouest le 16 octobre 1954 contre la France en amical, quelques mois après que la RFA gagne la Coupe du monde à la surprise générale. À Hanovre (1-3), Seeler entre en jeu à la 22e minute à la place de Bernhard Termath.
Dès son premier match de championnat, il marque un but et est dès lors titulaire en attaque. 
Uwe Seeler marque régulièrement une trentaine de buts par saison en Oberliga Nord, et remporte neuf fois le championnat entre 1955 et 1963, marquant 267 buts en 237 matchs.
En 1957 et 1958, il est vice-champion d'Allemagne.
Seeler participe à la phase finale de la Coupe du monde 1958.

### Années 1960: titres nationaux, finales de C2 et Coupe du monde
Avec le HSV, Uwe Seeler remporte un championnat d’Allemagne en 1960. En finale contre l’Eintracht Francfort, Seeler marque deux buts lors de la victoire par 3 à 2, et remporte son premier titre de champion. Lors de cette saison 1959-60, il inscrit quarante-neuf buts toutes compétitions confondues en club. La même année, il est élu meilleur footballeur d'Allemagne pour la première désignation de ce titre. Début novembre 1960, Seeler dispute son premier match continental contre le BSC Young Boys en Coupe des clubs champions européens 1960-1961.
À l'été 1961, l'Inter Milan et son entraîneur Helenio Herrera proposent un million et demi de Marks sur trois ans, plus un million de Marks de prime, une villa, une voiture de fonctions et soins médicaux pour toute la famille, à Seeler pour le recruter. Celui-ci refuse, prétextant souhaiter rester à Hambourg et convaincu par Adolf Dassler, fondateur d’Adidas dont Seeler est représentant pendant plus de cinquante ans, jusqu’au 31 décembre 2011.
Lors d’un match contre le Danemark, le 20 septembre 1961, il porte pour la première fois le brassard de capitaine. L’Allemagne s’impose 5-1 et Uwe Seeler inscrit un triplé de la tête.
Seeler participe à la Coupe du monde de 1962.
En 1963, il remporte la Coupe d'Allemagne (DFB-Pokal) et une victoire 3-0 sur un triplé de Seeler en finale face au Borussia Dortmund, performance égalée que par Roland Wohlfarth (Bayern, 1986) et Robert Lewandowski (Dortmund, 2012) avant son décès.
Seeler est le premier meilleur buteur de la nouvelle Bundesliga lors de sa création en 1963-1964 avec trente buts, mais Cologne remporte le titre. 

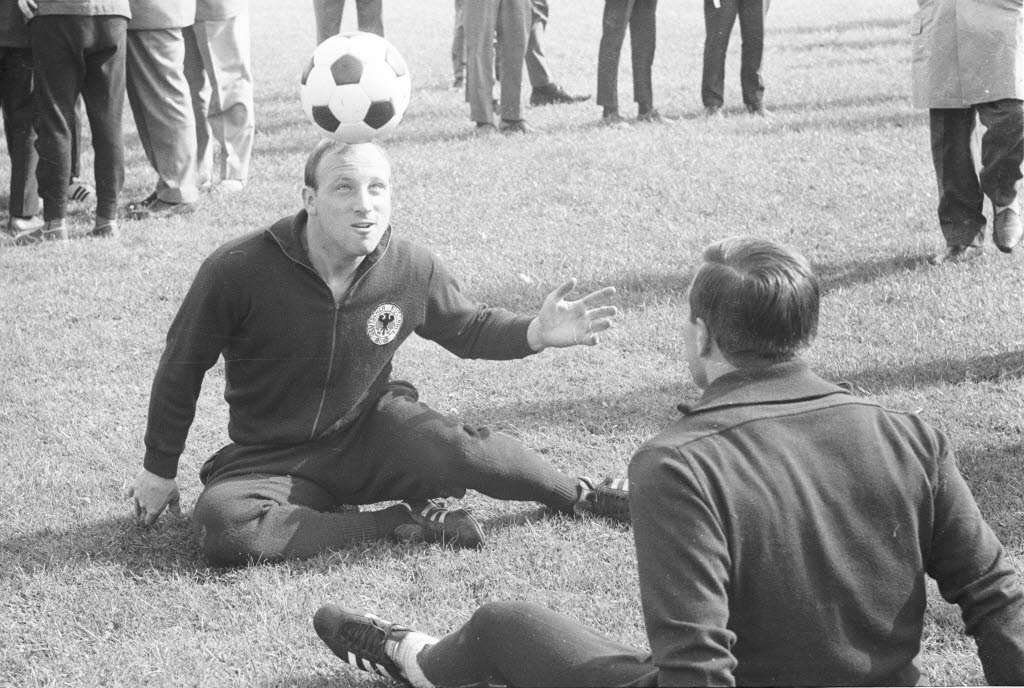
Seeler avec la RFA en septembre 1965.

En 1965, il se blesse au tendon d’Achille et des experts annoncent sa retraite. Il est pourtant de retour six mois plus tard avec le HSV. Pour son retour en sélection nationale, Seeler marque le but du 2-1 contre la Suède et qualifie l’Allemagne à la Coupe du monde 1966. 

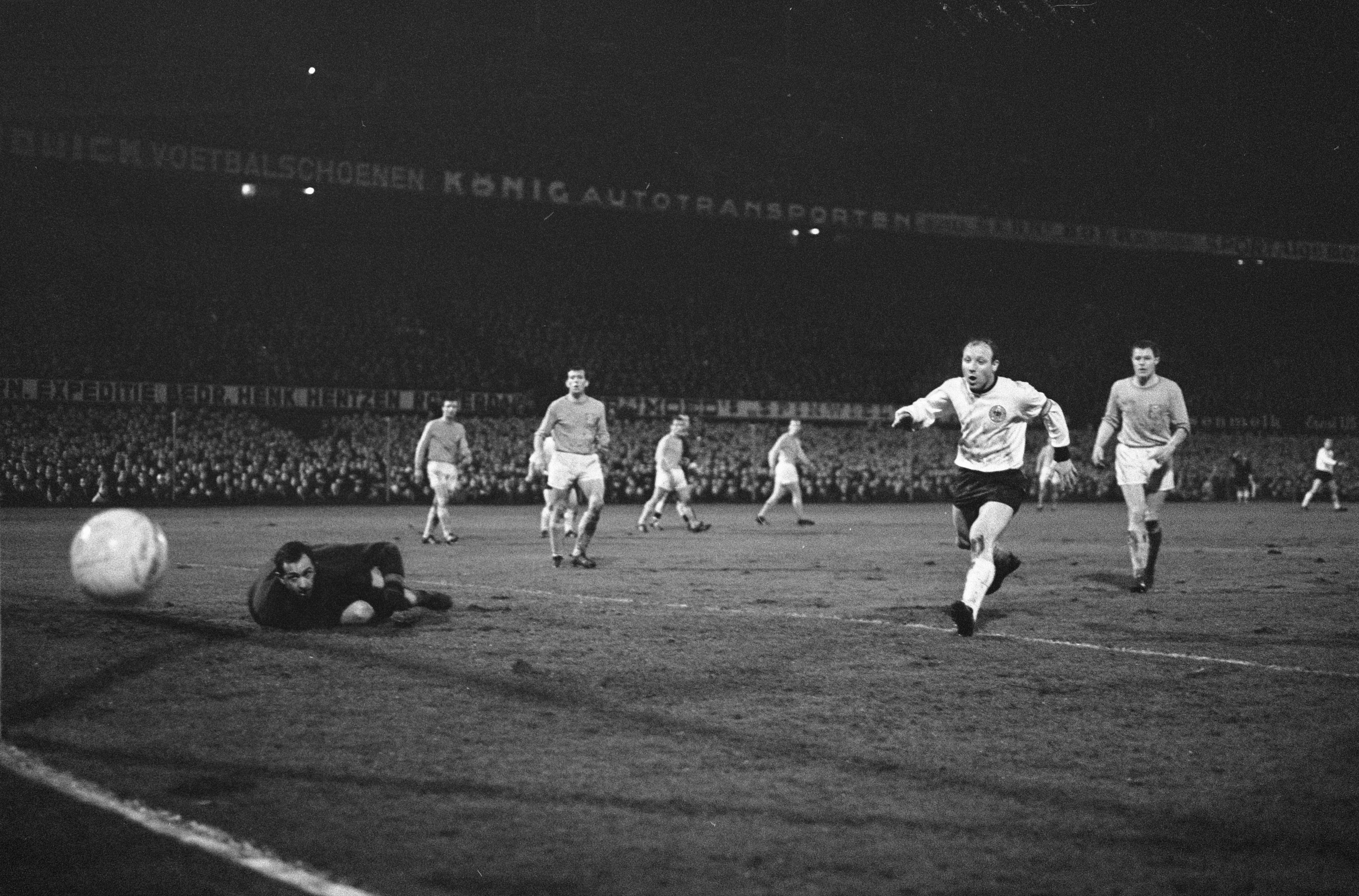
Seeler en mars 1966 avec la RFA contre les Pays-Bas.

À l'été 1966, alors capitaine de l’équipe depuis cinq ans, Seeler prend part à la Coupe du monde 1966 conclue par une défaite en finale contre l'Angleterre (4-2 ap). La photo de Seeler abattu à la fin du match est consacrée ensuite comme « photo sportive du siècle ».

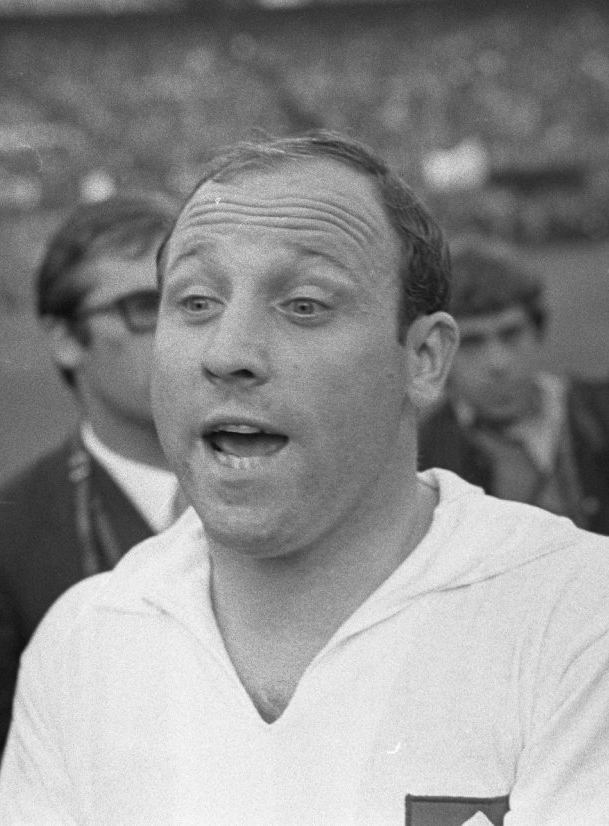
Uwe Seeler en 1968

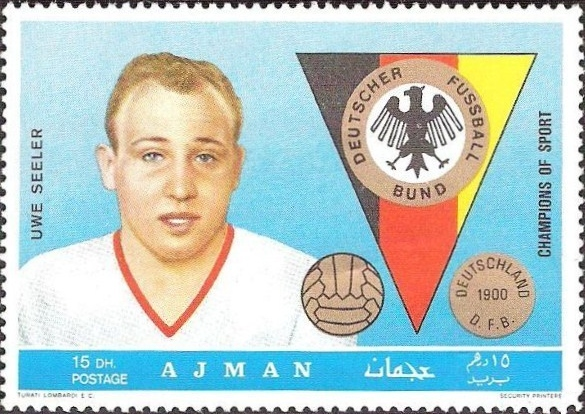
Timbre de Seeler en 1969.

En 1968, le HSV réalise son meilleur résultat européen en étant finaliste de la Coupe d'Europe des vainqueurs de coupe en 1968. Le 31 mai 1968, il annonce sa retraite internationale au sélectionneur Helmut Schön puis revient en Nationalmannschaft un peu plus d’un an après, le 21 septembre 1969 lors d’un match nul 1-1 contre l’Autriche.

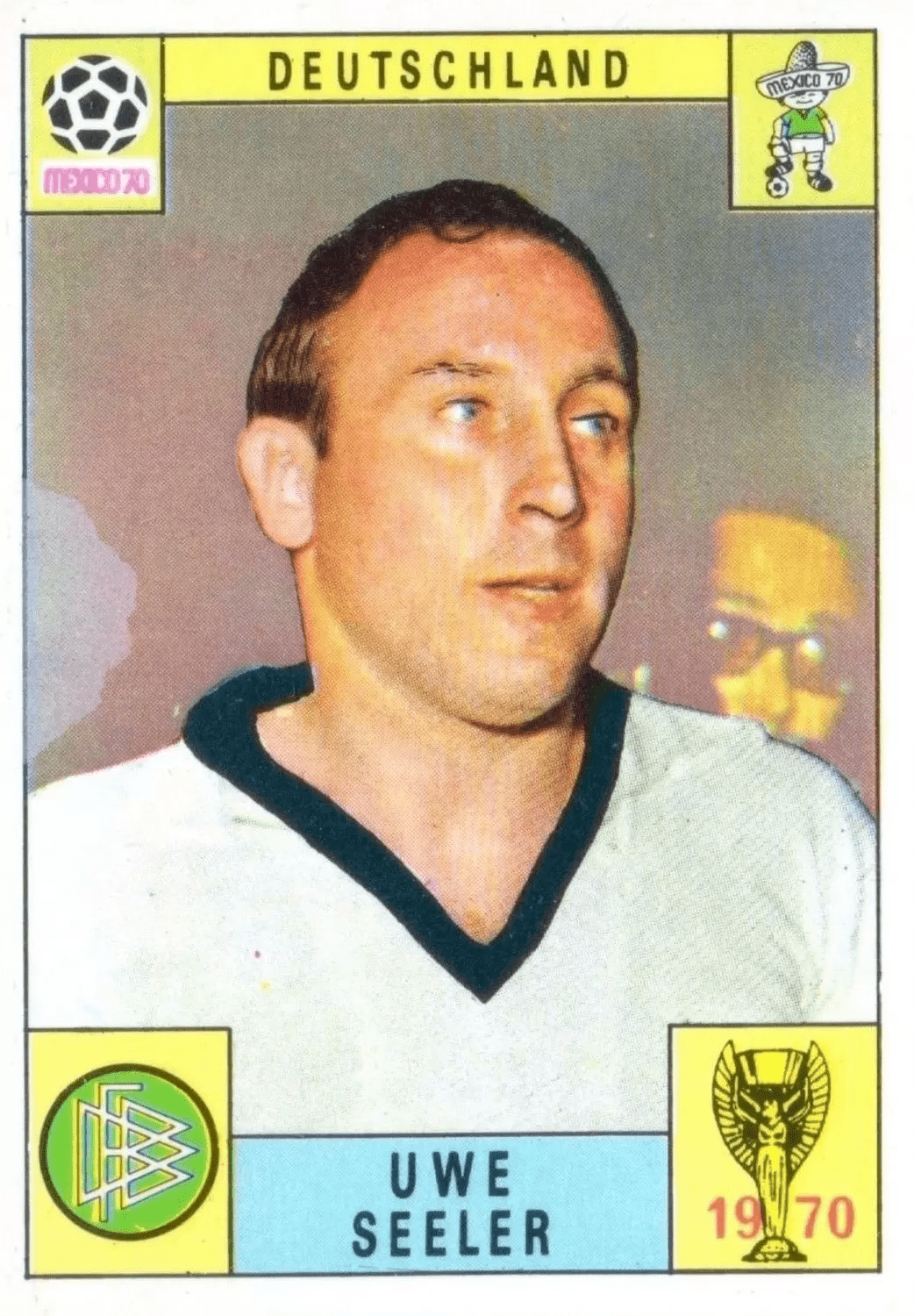
étiquette Panini d'Uwe Seeler à México 70.

Seeler dispute la Coupe du monde pour la quatrième fois en 1970 et participe à la revanche contre les Anglais en quart de finale (3-2 ap). La RFA est arrêtée en demi-finale contre l'Italie lors du « match du siècle » (4-3 ap),. Comme Pelé, Uwe Seeler participe à quatre Coupes du monde (1958, 62, 66, 70) et marque lors de chacune d’entre elles,.
Il dispute son dernier match international pour l’Allemagne de l’Ouest en septembre 1970,. Cette rencontre lui permet de devenir le joueur le plus capé de l’histoire de l’équipe d’Allemagne devant Paul Janes et son record de 1948,.

### Après le football
À partir de 1961, Seeler travaille comme représentant d'Adidas et ce jusqu’au 31 décembre 2011, à plus de soixante-quinze ans. Après sa carrière, il fonde d'ailleurs une entreprise de vêtements. Il est l'un des premiers joueurs allemands à faire de la publicité au cinéma et à la télévision (pour une lotion d'après-rasage, entre autres).
En 1978, il fait très brièvement un retour à la compétition à 41 ans, en jouant un match dans le championnat d'Irlande pour Cork Celtic, et marquant deux buts dans un match contre Shamrock Rovers (défaite 5-2).

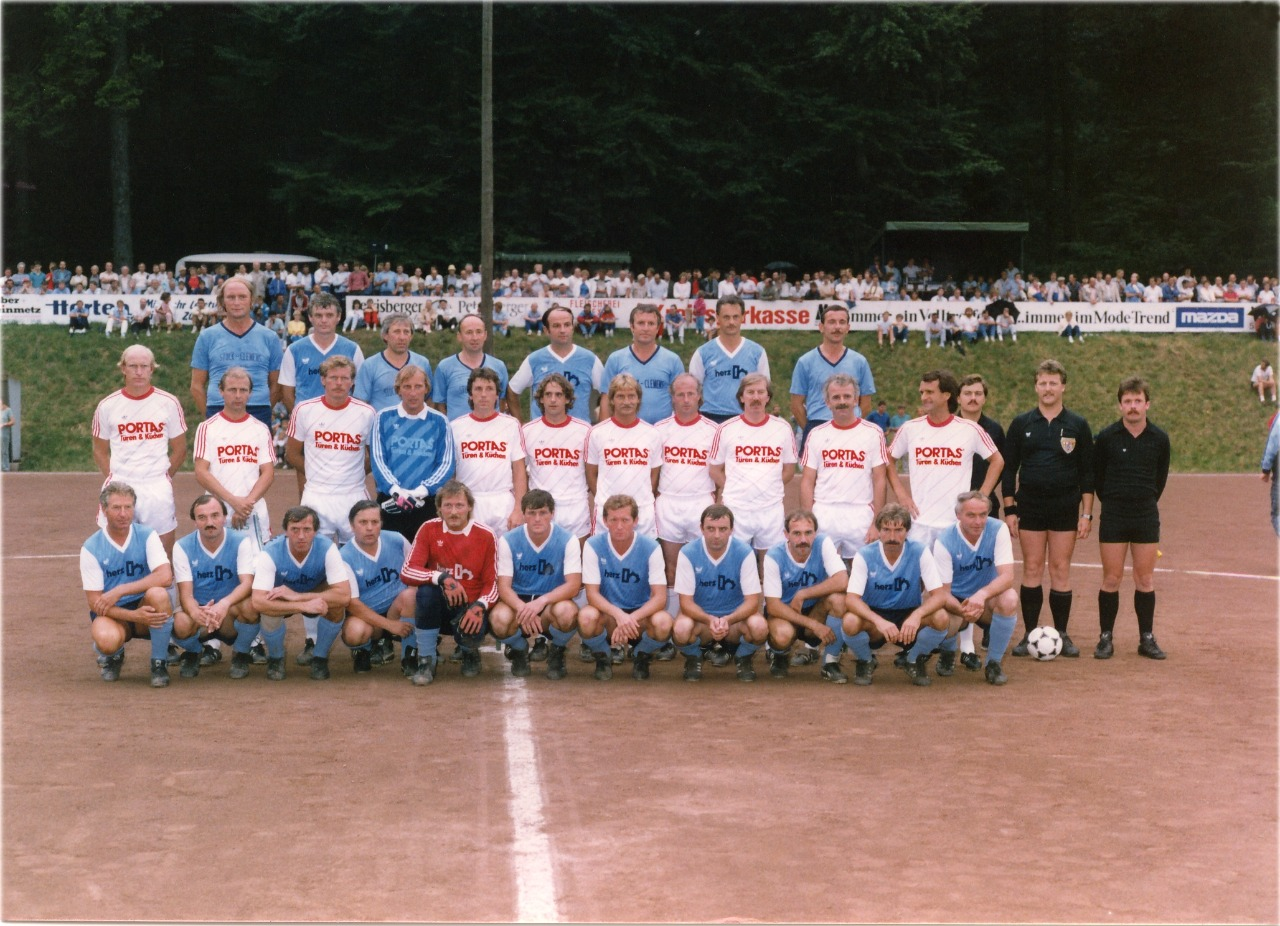
L'Uwe-Seeler Traditionself en 1986.

Il forme également une « équipe nationale des vétérans » (Uwe-Seeler-Traditionself) avec environ 60 anciens professionnels qui disputent 10 à 15 matchs de charité par an.
En 1995, il prend la présidence du club de Hambourg SV. Il démissionne au bout de deux ans à la suite d'un scandale financier assumé, sans pour autant être impliqué dans l'affaire.
En 2003, le Sénat de Hambourg lui décerne le titre de « Citoyen d'honneur de la ville ».
Son petit-fils Levin Öztunalı est également footballeur professionnel.
Le 21 juillet 2022, il meurt à l'age de 85 ans.

## Style de jeu

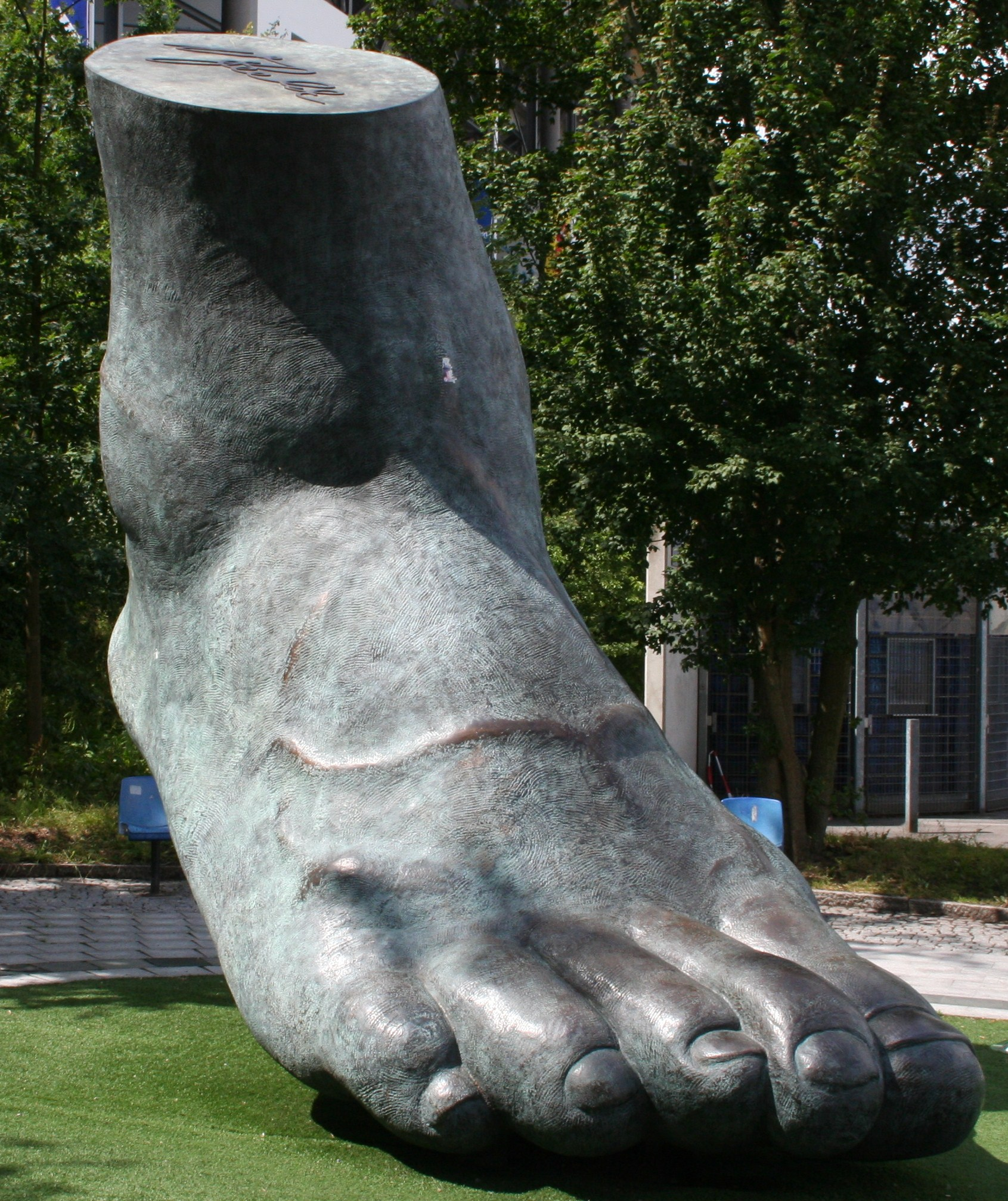
Statue en bronze du pied droit d'Uwe Seeler devant le Volksparkstadion.

Malgré son 1m68, il est parmi les meilleurs joueurs de la tête de sa génération. C’est la qualité de son pied droit qui lui permet de rester célèbre, au point que celui-ci soit statufié en bronze devant le Volksparkstadion. Lob du gardien de but, frappe puissante, tête plongeante : Uwe marque de toutes les manières.

## Palmarès

### Titres et trophées collectifs
Seeler ne remporte aucun trophée européen, son meilleur résultat est une place de finaliste lors de la Coupe d'Europe des vainqueurs de coupe en 1968.
En 1957 et 1958, il est vice-champion d'Allemagne. Il faut attendre la fin de la saison 1959-1960, où Hambourg rencontre en finale du championnat d'Allemagne et une coupe d'Allemagne (DFB-Pokal) en 1963.
Uwe Seeler et le HSV remportent neuf fois l'Oberliga Nord entre 1955 et 1963.
- Coupe du monde :
  - Finaliste : 1966.
- Championnat d'Allemagne (1) :
  - Champion : 1959-60.
  - Vice-champion : 1956-57 et 1957-58.
  - Meilleur buteur : 1963-64 (30 buts).
- Coupe d'Allemagne (1) :
  - Vainqueur : 1962-63.
  - Finaliste : 1966-67.
- Coupe des vainqueurs de coupe :
  - Finaliste : 1967-68.
  - Meilleur buteur : 1967-68 (8 buts).

### Distinctions individuelles
Uwe Seeler est cité dans la liste The Best of the Best, une sélection des meilleurs joueurs de football du XXe siècle à partir d'une compilation de différentes listes de meilleurs joueurs du XXe siècle. Seeler fait partie de huit des douze sélections.
Uwe Seeler fait partie des seuls quatre joueurs ayant inscrit au moins un but lors de quatre éditions différentes de la Coupe du monde avec Pelé, Miroslav Klose et Cristiano Ronaldo,. Avec vingt et un matchs joués en Coupe du monde, Uwe Seeler est le premier joueur à franchir la barre des vingt rencontres,.
Uwe Seeler reçoit les plus hautes distinctions du pays, parmi lesquelles la Silbernes Lorbeerblatt (plus haute récompense pour un sportif), ainsi que l’Ordre du mérite de la République fédérale d’Allemagne, au rang de commandeur, premier sportif à recevoir la plus haute distinction du pays. Seeler est aussi le seul footballeur à être citoyen d’honneur de la ville de Hambourg.
Entre 1962 et 1970, Seeler est capitaine de l'équipe d'Allemagne à 40 reprises. Après sa carrière, il est nommé capitaine d'honneur de l'équipe allemande (décoration concédée seulement à trois autres joueurs : Fritz Walter avant Seeler, Franz Beckenbauer et Lothar Matthäus plus tard).
Il est élu «Meilleur joueur allemand » en 1960, 1964 et 1970. Seeler termine meilleur buteur du championnat allemand à quatre reprises après avoir été sept fois meilleur buteur en Oberliga.
En dix-neuf saisons au HSV, Uwe Seeler finit meilleur buteur du club à quinze reprises.

## Statistiques

### Générales
Entre 1954 et 1970, Uwe Seeler reçoit 72 sélections en équipe d'Allemagne, marquant 43 buts,.
Avec le Hambourg SV, Seeler marque régulièrement une trentaine de buts par saison en Oberliga Nord entre 1955 et 1963, pour un total de 267 buts en 237 matchs, ainsi que quarante buts en 43 matchs de phase finale nationale. Seeler joue 239 matchs en Bundesliga, marquant 137 buts à partir de la saison 1963-1964. Avec le HSV, il totalise 404 buts en 476 de Championnat, et joue au total 29 rencontres européennes, inscrivant 21 buts,.
Toutes les compétitions confondues, Uwe Seeler inscrit 490 buts en 603 rencontres. La Rec.Sport.Soccer Statistics Foundation lui compte 586 buts en 688 matchs, le plaçant en 29e position des meilleurs buteurs de tous les temps (fin janvier 2025).
| Saison                | Club                  | Championnat           | Championnat | Championnat | Coupe(s) nationale(s) | Coupe(s) nationale(s) | Compétition(s) continentale(s) | Compétition(s) continentale(s) | Compétition(s) continentale(s) | Allemagne de l'Ouest | Allemagne de l'Ouest | Total | Total |
| Saison                | Club                  | Division              | M.          | B.          | M.                    | B.                    | Comp.                          | M.                             | B.                             | M.                   | B.                   | M.    | B.    |
| 1954-1955             | Hambourg SV           | Oberliga Nord         | 26+5        | 28+1        | 1                     | 2                     | -                              | -                              | -                              | 3                    | -                    | 35    | 31    |
| 1955-1956             | Hambourg SV           | Oberliga Nord         | 29+5        | 32+3        | 2                     | 2                     | -                              | -                              | -                              | 1                    | -                    | 37    | 37    |
| 1956-1957             | Hambourg SV           | Oberliga Nord         | 26+4        | 31+2        | 1                     | -                     | -                              | -                              | -                              | -                    | -                    | 31    | 33    |
| 1957-1958             | Hambourg SV           | Oberliga Nord         | 24+4        | 22+2        | -                     | -                     | -                              | -                              | -                              | 5                    | 2                    | 33    | 26    |
| 1958-1959             | Hambourg SV           | Oberliga Nord         | 27+4        | 29+5        | 1                     | -                     | -                              | -                              | -                              | 5                    | 4                    | 37    | 38    |
| 1959-1960             | Hambourg SV           | Oberliga Nord         | 26+7        | 36+13       | 1                     | -                     | -                              | -                              | -                              | 6                    | 7                    | 40    | 56    |
| 1960-1961             | Hambourg SV           | Oberliga Nord         | 23+6        | 29+8        | -                     | -                     | C1                             | 7                              | 5                              | 6                    | 2                    | 42    | 44    |
| 1961-1962             | Hambourg SV           | Oberliga Nord         | 28+2        | 28+4        | -                     | -                     | -                              | -                              | -                              | 8                    | 7                    | 38    | 39    |
| 1962-1963             | Hambourg SV           | Oberliga Nord         | 28+6        | 32+2        | 4                     | 6                     | -                              | -                              | -                              | 3                    | -                    | 41    | 40    |
| Sous-total            | Sous-total            | Sous-total            | 237+43      | 267+40      | 10                    | 10                    | -                              | 7                              | 5                              | 37                   | 22                   | 334   | 344   |
| 1963-1964             | Hambourg SV           | Bundesliga            | 30          | 30          | 2                     | 2                     | C2                             | 6                              | 5                              | 4                    | 7                    | 42    | 44    |
| 1964-1965             | Hambourg SV           | Bundesliga            | 19          | 14          | -                     | -                     | -                              | -                              | -                              | 1                    | -                    | 20    | 14    |
| 1965-1966             | Hambourg SV           | Bundesliga            | 23          | 11          | 1                     | -                     | -                              | -                              | -                              | 6                    | 5                    | 30    | 16    |
| 1966-1967             | Hambourg SV           | Bundesliga            | 23          | 10          | 4                     | 3                     | -                              | -                              | -                              | 7                    | 3                    | 34    | 16    |
| 1967-1968             | Hambourg SV           | Bundesliga            | 30          | 12          | 1                     | -                     | C2                             | 9                              | 8                              | 4                    | 1                    | 44    | 21    |
| 1968-1969             | Hambourg SV           | Bundesliga            | 33          | 23          | 3                     | 1                     | C3                             | 4                              | 3                              | -                    | -                    | 40    | 27    |
| 1969-1970             | Hambourg SV           | Bundesliga            | 30          | 17          | 2                     | -                     | -                              | -                              | -                              | 12                   | 5                    | 44    | 22    |
| 1970-1971             | Hambourg SV           | Bundesliga            | 25          | 9           | 2                     | 3                     | C3                             | 2                              | -                              | 1                    | -                    | 30    | 12    |
| 1971-1972             | Hambourg SV           | Bundesliga            | 26          | 11          | 4                     | 3                     | C3                             | 1                              | -                              | -                    | -                    | 31    | 14    |
| Sous-total            | Sous-total            | Sous-total            | 239         | 137         | 18                    | 12                    | -                              | 22                             | 16                             | 35                   | 21                   | 314   | 186   |
| 1977-1978             | Cork Celtic FC        | D1                    | 1           | 2           | -                     | -                     | -                              | -                              | -                              | -                    | -                    | 1     | 2     |
| Total sur la carrière | Total sur la carrière | Total sur la carrière | 520         | 446         | 29                    | 22                    | -                              | 29                             | 21                             | 72                   | 43                   | 650   | 532   |

### En équipe nationale
| Compétition    | Matchs | Buts |
| -------------- | ------ | ---- |
| Coupe du monde | 21     | 9    |
| qualif. CdM    | 7      | 4    |
| qualif. Euro   | 1      | 1    |
| Match amical   | 43     | 29   |
| Total          | 72     | 43   |

Entre 1954 et 1970, Seeler reçoit 72 sélections en équipe d'Allemagne, marquant 43 buts, (0,60 but par match). Il connaît 43 victoires (68,75 %) pour treize matchs nuls et seize défaites.
Il joue au total 21 matchs de Coupe du monde, alors un record, et y marque neuf buts.
À deux reprises, Seeler marque durant quatre sélections consécutives en 1960 puis 1970. Il réalise quatre triplés et cinq doublés.
Uwe Seeler dispute aussi trois matchs avec la sélection B de RFA et un match avec l'équipe nationale U23.
| Détails des sélections nationales d'Uwe Seeler | Détails des sélections nationales d'Uwe Seeler | Détails des sélections nationales d'Uwe Seeler | Détails des sélections nationales d'Uwe Seeler | Détails des sélections nationales d'Uwe Seeler | Détails des sélections nationales d'Uwe Seeler | Détails des sélections nationales d'Uwe Seeler |
| #                                              | Date                                           | Lieu                                           | Adversaire                                     | Score                                          | But inscrit                                    | Compétition                                    |
| ---------------------------------------------- | ---------------------------------------------- | ---------------------------------------------- | ---------------------------------------------- | ---------------------------------------------- | ---------------------------------------------- | ---------------------------------------------- |
| 1                                              | 16 octobre 1954                                | Hanovre                                        | France                                         | 1 - 3                                          |                                                | Match amical (A)                               |
| 2                                              | 1er décembre 1954                              | Londres                                        | Angleterre                                     | 1 - 3                                          |                                                | Match amical (A)                               |
| 3                                              | 30 mars 1955                                   | Stuttgart                                      | Italie                                         | 1 - 2                                          |                                                | Match amical (A)                               |
| 4                                              | 14 mars 1956                                   | Düsseldorf                                     | Pays-Bas                                       | 1 - 2                                          |                                                | Match amical (A)                               |
| 5                                              | 8 juin 1958                                    | Malmö                                          | Argentine                                      | 3 - 1                                          | 40e                                            | Coupe du monde 1958 - 1er tour                 |
| 6                                              | 11 juin 1958                                   | Helsingborg                                    | Tchéquie                                       | 2 - 2                                          |                                                | Coupe du monde 1958 - 1er tour                 |
| 7                                              | 15 juin 1958                                   | Malmö                                          | Irlande du Nord                                | 2 - 2                                          | 79e                                            | Coupe du monde 1958 - 1er tour                 |
| 8                                              | 19 juin 1958                                   | Malmö                                          | Yougoslavie                                    | 1 - 0                                          |                                                | Coupe du monde 1958 - quart de finale          |
| 9                                              | 24 juin 1958                                   | Göteborg                                       | Suède                                          | 1 - 3                                          |                                                | Coupe du monde 1958 - demi-finale              |
| 10                                             | 24 septembre 1958                              | Copenhague                                     | Danemark                                       | 1 - 1                                          |                                                | A                                              |
| 11                                             | 26 octobre 1958                                | Paris                                          | France                                         | 2 - 2                                          | But inscrit                                    | A                                              |
| 12                                             | 19 novembre 1958                               | Berlin Ouest                                   | Autriche                                       | 2 - 2                                          |                                                | A                                              |
| 13                                             | 21 décembre 1958                               | Augsbourg                                      | Bulgarie                                       | 3 - 0                                          | But inscrit · But inscrit                      | A                                              |
| 14                                             | 6 mai 1959                                     | Glasgow                                        | Écosse                                         | 2 - 3                                          | But inscrit                                    | A                                              |
| 15                                             | 1er octobre 1959                               | Berne                                          | Suisse                                         | 4 - 0                                          |                                                | A                                              |
| 16                                             | 21 octobre 1959                                | Cologne                                        | Pays-Bas                                       | 7 - 0                                          | But inscrit · But inscrit · But inscrit        | A                                              |
| 17                                             | 8 novembre 1959                                | Budapest                                       | Hongrie                                        | 3 - 4                                          | But inscrit · But inscrit                      | A                                              |
| 18                                             | 20 décembre 1959                               | Hanovre                                        | Yougoslavie                                    | 1 - 1                                          |                                                | A                                              |
| 19                                             | 23 mars 1960                                   | Stuttgart                                      | Chili                                          | 2 - 1                                          | But inscrit                                    | A                                              |
| 20                                             | 27 avril 1960                                  | Ludwigshafen                                   | Portugal                                       | 2 - 1                                          | But inscrit                                    | A                                              |
| 21                                             | 3 août 1960                                    | Reykjavík                                      | Islande                                        | 5 - 0                                          | But inscrit                                    | A                                              |
| 22                                             | 26 octobre 1960                                | Belfast                                        | Irlande du Nord                                | 4 - 3                                          | 53e                                            | Tour prélim. - Mondial 1962                    |
| 23                                             | 20 novembre 1960                               | Athènes                                        | Grèce                                          | 3 - 0                                          |                                                | Tour prélim. - Mondial 1962                    |
| 24                                             | 8 mars 1961                                    | Francfort                                      | Belgique                                       | 1 - 0                                          |                                                | A                                              |
| 25                                             | 26 mars 1961                                   | Santiago                                       | Chili                                          | 1 - 3                                          |                                                | A                                              |
| 26                                             | 10 mai 1961                                    | Berlin Ouest                                   | Irlande du Nord                                | 2 - 1                                          |                                                | Tour prélim. - Mondial 1962                    |
| 27                                             | 20 septembre 1961                              | Düsseldorf                                     | Danemark                                       | 5 - 1                                          | But inscrit · But inscrit · But inscrit        | A                                              |
| 28                                             | 8 octobre 1961                                 | Varsovie                                       | Pologne                                        | 2 - 0                                          |                                                | A                                              |
| 29                                             | 22 octobre 1961                                | Augsbourg                                      | Grèce                                          | 2 - 1                                          | 5e 27e                                         | Tour prélim. - Mondial 1962                    |
| 30                                             | 11 avril 1962                                  | Hambourg                                       | Uruguay                                        | 3 - 0                                          |                                                | A                                              |
| 31                                             | 31 mai 1962                                    | Santiago                                       | Italie                                         | 0 - 0                                          |                                                | Coupe du monde 1962 - 1er tour                 |
| 32                                             | 3 juin 1962                                    | Santiago                                       | Suisse                                         | 2 - 1                                          | 61e                                            | Coupe du monde 1962 - 1er tour                 |
| 33                                             | 6 juin 1962                                    | Santiago                                       | Chili                                          | 2 - 0                                          | 82e                                            | Coupe du monde 1962 - 1er tour                 |
| 34                                             | 10 juin 1962                                   | Santiago                                       | Yougoslavie                                    | 0 - 1                                          |                                                | Coupe du monde 1962 - quart de finale          |
| 35                                             | 24 octobre 1962                                | Stuttgart                                      | France                                         | 2 - 2                                          |                                                | A                                              |
| 36                                             | 23 décembre 1962                               | Karlsruhe                                      | Suisse                                         | 5 - 1                                          |                                                | A                                              |
| 37                                             | 5 mai 1963                                     | Hambourg                                       | Brésil                                         | 1 - 2                                          |                                                | A                                              |
| 38                                             | 28 septembre 1963                              | Francfort                                      | Turquie                                        | 3 - 0                                          | But inscrit · But inscrit · But inscrit        | A                                              |
| 39                                             | 3 novembre 1963                                | Stockholm                                      | Suède                                          | 1 - 2                                          |                                                | A                                              |
| 40                                             | 29 avril 1964                                  | Ludwigshafen                                   | Tchéquie                                       | 3 - 4                                          | But inscrit · But inscrit                      | A                                              |
| 41                                             | 12 mai 1964                                    | Hanovre                                        | Écosse                                         | 2 - 2                                          | But inscrit · But inscrit                      | A                                              |
| 42                                             | 4 novembre 1964                                | Berlin Ouest                                   | Suède                                          | 1 - 1                                          |                                                | Tour prélim. - Mondial 1966                    |
| 43                                             | 26 septembre 1965                              | Stockholm                                      | Suède                                          | 2 - 1                                          | 54e                                            | Tour prélim. - Mondial 1966                    |
| 44                                             | 23 mars 1966                                   | Rotterdam                                      | Pays-Bas                                       | 4 - 2                                          | But inscrit                                    | A                                              |
| 45                                             | 4 mai 1966                                     | Dublin                                         | République d'Irlande                           | 4 - 0                                          |                                                | A                                              |
| 46                                             | 7 mai 1966                                     | Belfast                                        | Irlande du Nord                                | 2 - 0                                          | But inscrit                                    | A                                              |
| 47                                             | 1er juin 1966                                  | Ludwigshafen                                   | Roumanie                                       | 1 - 0                                          | But inscrit                                    | A                                              |
| 48                                             | 23 juin 1966                                   | Hanovre                                        | Yougoslavie                                    | 2 - 0                                          | But inscrit                                    | A                                              |
| 49                                             | 12 juillet 1966                                | Sheffield                                      | Suisse                                         | 5 - 0                                          |                                                | Coupe du monde 1966 - 1er tour                 |
| 50                                             | 16 juillet 1966                                | Birmingham                                     | Argentine                                      | 0 - 0                                          |                                                | Coupe du monde 1966 - 1er tour                 |
| 51                                             | 20 juillet 1966                                | Birmingham                                     | Espagne                                        | 2 - 1                                          | 84e                                            | Coupe du monde 1966 - 1er tour                 |
| 52                                             | 23 juillet 1966                                | Sheffield                                      | Uruguay                                        | 4 - 0                                          | 75e                                            | Coupe du monde 1966 - quart de finale          |
| 53                                             | 25 juillet 1966                                | Liverpool                                      | Union soviétique                               | 2 - 1                                          |                                                | Coupe du monde 1966 - demi-finale              |
| 54                                             | 30 juillet 1966                                | Londres                                        | Angleterre                                     | 2 - 4 ap                                       | 12e                                            | Coupe du monde 1966 - finale                   |
| 55                                             | 19 novembre 1966                               | Cologne                                        | Norvège                                        | 3 - 0                                          | But inscrit                                    | A                                              |
| 56                                             | 27 septembre 1967                              | Berlin Ouest                                   | France                                         | 5 - 1                                          |                                                | A                                              |
| 57                                             | 7 octobre 1967                                 | Hambourg                                       | Yougoslavie                                    | 3 - 1                                          | 87e                                            | Éliminatoires Euro 1968                        |
| 58                                             | 22 novembre 1967                               | Bucarest                                       | Roumanie                                       | 0 - 1                                          |                                                | A                                              |
| 59                                             | 17 avril 1968                                  | Bâle                                           | Suisse                                         | 0 - 0                                          |                                                | A                                              |
| 60                                             | 21 septembre 1969                              | Vienne                                         | Autriche                                       | 1 - 1                                          |                                                | A                                              |
| 61                                             | 24 septembre 1969                              | Sofia                                          | Bulgarie                                       | 1 - 0                                          |                                                | A                                              |
| 62                                             | 22 octobre 1969                                | Hambourg                                       | Écosse                                         | 3 - 2                                          |                                                | Tour prélim. - Mondial 1970                    |
| 63                                             | 11 février 1970                                | Séville                                        | Espagne                                        | 0 - 2                                          |                                                | A                                              |
| 64                                             | 9 mai 1970                                     | Berlin Ouest                                   | République d'Irlande                           | 2 - 1                                          | But inscrit                                    | A                                              |
| 65                                             | 13 mai 1970                                    | Hanovre                                        | Yougoslavie                                    | 1 - 0                                          | But inscrit                                    | A                                              |
| 66                                             | 3 juin 1970                                    | León                                           | Maroc                                          | 2 - 1                                          | 56e                                            | Coupe du monde 1970 - 1er tour                 |
| 67                                             | 7 juin 1970                                    | León                                           | Bulgarie                                       | 5 - 2                                          | 67e                                            | Coupe du monde 1970 - 1er tour                 |
| 68                                             | 10 juin 1970                                   | León                                           | Pérou                                          | 3 - 1                                          |                                                | Coupe du monde 1970 - 1er tour                 |
| 69                                             | 14 juin 1970                                   | León                                           | Angleterre                                     | 3 - 2 ap                                       | 76e                                            | Coupe du monde 1970 - quart de finale          |
| 70                                             | 17 juin 1970                                   | México                                         | Italie                                         | 3 - 4                                          |                                                | Coupe du monde 1970 - demi-finale              |
| 71                                             | 20 juin 1970                                   | México                                         | Uruguay                                        | 1 - 0                                          |                                                | Coupe du monde 1970 - 3e place                 |
| 72                                             | 9 septembre 1970                               | Nuremberg                                      | Hongrie                                        | 3 - 1                                          |                                                | A                                              |